# Birapport de droites

Les points A, B, C, D et A', B', C', et D' sont liés par une perspectivité, c'est-à-dire une transformation projective.

En géométrie, étant donné un faisceau de quatre droites concourantes ou parallèles, on peut montrer que le birapport des quatre points que l'on obtient par intersection avec une sécante à ces 4 droites ne dépend pas de la sécante ; de plus il est égal au rapport des mesures algébriques des 3 points d'intersections (dans l'ordre adéquat)  pour une sécante à trois seulement de ces quatre droites et parallèle à la quatrième. Ce birapport de 4 points est appelé birapport des quatre droites.
Quand ce birapport égale -1 on dit que les quatre droites (concourantes ou parallèles) forment un faisceau harmonique.
Bien qu'exprimé ici en géométrie affine, il s'agit fondamentalement d'une notion de géométrie projective. Les deux cas (droites concourantes et droites parallèles) sont réunis en un seul. Le cas où la sécante est parallèle à l'une des quatre droites n'existe pas (ou plutôt il est intégré au cas général). Le birapport de quatre droites concourantes est la notion duale du birapport de quatre points alignés. La notion de faisceau harmonique est la notion duale de celle de division harmonique.

## Démonstration du caractère dual
Il s'agit de montrer que le birapport est indépendant de la sécante choisie.

### Démonstration analytique
Les quatre droites sont données par des équations {\displaystyle f_{i}(M)=0}, (i = 1,2,3,4)
où {\displaystyle f_{i}} est une forme affine de partie linéaire {\displaystyle \phi _{i}}. Supposons la
droite {\displaystyle {\mathcal {D}}} définie par un point {\displaystyle A\,} et un vecteur directeur {\displaystyle u\,}.
Un point de {\displaystyle {\mathcal {D}}} est sur la droite {\displaystyle {\mathcal {D}}_{i}} si, et seulement si,
{\displaystyle M=A+\lambda _{i}u} avec {\displaystyle f_{i}(A)+\lambda _{i}\phi _{i}(u)=0} soit {\displaystyle \lambda _{i}=-{\frac {f_{i}(A)}{\phi _{i}(u)}}.}
Le birapport s'écrit alors
ou encore après avoir remplacé les {\displaystyle \lambda _{i}} par leur valeur et réduit les
fractions au même dénominateur
{\displaystyle {\frac {f_{3}(A)\phi _{1}(u)-f_{1}(A)\phi _{3}(u)}{f_{3}(A)\phi _{2}(u)-f_{2}(A)\phi _{3}(u)}}:{\frac {f_{4}(A)\phi _{1}(u)-f_{1}(A)\phi _{4}(u)}{f_{4}(A)\phi _{2}(u)-f_{2}(A)\phi _{4}(u)}}}
On peut également mettre cette expression sous la forme :
Les droites {\displaystyle D_{1},D_{2}} engendrant le faisceau de droites auquel appartiennent {\displaystyle D_{3}} et {\displaystyle D_{4}}, il existe des
constantes {\displaystyle \alpha ,\beta } telles que {\displaystyle f_{3}=f_{1}+\alpha f_{2}} et {\displaystyle f_{4}=f_{1}+\beta f_{2}}.
Notons que ce résultat est encore vrai dans le cas des droites parallèles. 
En remplaçant ces expressions dans l'égalité (1),
les déterminants se simplifient immédiatement (par combinaison de colonnes) ce qui conduit à l'égalité
{\displaystyle \alpha :\beta }
Ce rapport ne dépend donc que des  quatre droites du faisceau et non de {\displaystyle {\mathcal {D}}}
dont les éléments caractéristiques ont disparu.

### Démonstration géométrique
Cas des droites parallèles
Soit {\displaystyle {\mathcal {D}},{\mathcal {D}}'} deux sécantes. Le théorème de Thalès permet d'affirmer
que tous les quotients {\displaystyle {\frac {\overline {M_{i}M_{j}}}{\overline {M'_{i}M'_{j}}}}} sont égaux. 
Il en résulte immédiatement que {\displaystyle {\frac {\overline {M'_{3}M'_{1}}}{\overline {M'_{3}M'_{2}}}}:{\frac {\overline {M'_{4}M'_{1}}}{\overline {M'_{4}M'_{2}}}}={\frac {\overline {M_{3}M_{1}}}{\overline {M_{3}M_{2}}}}:{\frac {\overline {M_{4}M_{1}}}{\overline {M_{4}M_{2}}}}}
Le birapport est donc conservé.
Cas des droites issues d'un point
Quite à translater la droite {\displaystyle {\mathcal {D}}'}, ce qui ne change pas le birapport des quatre points, on peut supposer que {\displaystyle {\mathcal {D}}'\cap {\mathcal {D}}_{1}={\mathcal {D}}\cap {\mathcal {D}}_{1}=M_{1}}.
On mène ensuite les parallèles à {\displaystyle {\mathcal {D}}_{1}} issues de {\displaystyle M_{3}} et {\displaystyle M'_{3}} qui coupent {\displaystyle {\mathcal {D}}_{2}} en {\displaystyle N_{2}} et {\displaystyle N'_{2}} et {\displaystyle {\mathcal {D}}_{4}} en {\displaystyle N_{4}} et {\displaystyle N'_{4}}.
Le théorème de Thalès affirme {\displaystyle {\frac {\overline {M_{2}M_{1}}}{\overline {M_{2}M_{3}}}}={\frac {\overline {OM_{1}}}{\overline {N_{2}M_{3}}}}} 
et {\displaystyle {\frac {\overline {M_{4}M_{1}}}{\overline {M_{4}M_{3}}}}={\frac {\overline {OM_{1}}}{\overline {N_{4}M_{3}}}}};

Par quotient, il vient {\displaystyle {\frac {\overline {M_{2}M_{1}}}{\overline {M_{2}M_{3}}}}:{\frac {\overline {M_{4}M_{1}}}{\overline {M_{4}M_{3}}}}={\frac {\overline {N_{4}M_{3}}}{\overline {N_{2}M_{3}}}}}
De même on a {\displaystyle {\frac {\overline {M'_{2}M'_{1}}}{\overline {M'_{2}M'_{3}}}}:{\frac {\overline {M'_{4}M'_{1}}}{\overline {M'_{4}M'_{3}}}}={\frac {\overline {N'_{4}M'_{3}}}{\overline {N'_{2}M'_{3}}}}}
Le théorème de Thalès permet de prouver l'égalité {\displaystyle {\frac {\overline {N_{4}M_{3}}}{\overline {N_{2}M_{3}}}}={\frac {\overline {N'_{4}M'_{3}}}{\overline {N'_{2}M'_{3}}}}}
Les birapports [M1; M3; M2; M4] et [M'1; M'3; M'2; M'4] sont donc égaux, et par permutation, il en est de même des birapports [M1; M2; M3; M4] et [M'1; M'2; M'3; M'4].

## Faisceau harmonique
Lorsque le birapport des droites vaut -1, les 4 droites forment un faisceau harmonique.
Un faisceau de  quatre droites concourantes est harmonique si et seulement si une parallèle à l'une des droites est coupée par les trois autres suivant un segment et son milieu.
Dans un parallélogramme (ABCD) , les deux diagonales (d1) et (d2) et les deux médianes (m1) et (m2) forment un faisceau harmonique {(d1), (d2),(m1),  (m2)}. 
Pour un faisceau de 4 droites parallèles {(d1), (d2), (d3), (d4)}, si (d1) et (d2) sont symétriques l'une de l'autre par rapport à (d2) et si (d4) est envoyée à l'infini, le faisceau de droites est harmonique.

Les droites (d1), (d2), (OM), et (ON) forment un faisceau harmonique.

Si (d1) et  (d2) sont deux droites sécantes en O et si M est un point du plan, il est possible de construire le point N tel que le système  {(d1), (d2), (OM), (ON)} constitue un faisceau harmonique. Les droites (ON) et (OM) sont alors dites conjuguées l'une de l'autre par rapport à (d1) et  (d2). 
Pour ce faire, il suffit de construire par M deux transversales, la première rencontrant (d1) en A et (d2) en C, la seconde rencontrant (d1) en B et (d2) en D. On prend alors pour point N , le point d'intersection des droites (AD) et (BC). Cette propriété sert parfois de définition pour le faisceau harmonique.
 Une démonstration consiste à remarquer que les droites (AB), (BC), (CD), (DA) dessinent un quadrilatère complet avec les points O et N.  Ce quadrilatère complet est l'image par projection centrale d'un parallélogramme (A'B'C'D'). Le système {(d1), (d2), (OM), (ON)} est alors l'image du système {(A'B'), (C'D'), (m1), (d)} de 4 droites parallèles (les deux côtés du parallélogramme, la médiane, et la droite à l'infini) formant un faisceau harmonique. La projection centrale conservant le birapport,  le premier faisceau est aussi harmonique.
Deux droites sécantes et leurs bissectrices forment un faisceau harmonique.

## Birapport de points sur une conique
Soient 4 points sur une conique M1, M2, M3, M4 et M un cinquième point de la conique, on peut démontrer que le birapport des droites (MM1),  (MM2), (MM3),(MM4) est indépendant de M. Il est appelé birapport des 4 points de la conique.